# ناپلئون (فیلم ۲۰۰۷)
ناپلئون (انگلیسی: Napoleon) یک تله‌فیلم بریتانیایی به کارگردانی نیک مورفی است که در سال ۲۰۰۷ میلادی منتشر شد. فیلم‌برداری این فیلم از نوامبر ۲۰۰۶ تا آوریل ۲۰۰۷ در مالت و جزیره غودش انجام شد. موسیقی متن با تأثیر از لودویگ فان بتهوون، که توسط ارکستری با هفتاد نوازنده اجرا شد، تا اواسط سال ۲۰۰۷ تکمیل نشد.

## بازیگران
- تام برک
- راب برایدون
- کنت کرانام
- جینا بلمن
- آلیس کریج